# Skarżysko-Kamienna
 (mai 2023).
Si vous disposez d'ouvrages ou d'articles de référence ou si vous connaissez des sites web de qualité traitant du thème abordé ici, merci de compléter l'article en donnant les références utiles à sa vérifiabilité et en les liant à la section « Notes et références ».
Skarżysko-Kamienna est une ville polonaise du powiat de Skarżysko-Kamienna dans la voïvodie de Sainte-Croix.
Elle couvre une surface de 64,6 km2 et comptait 47 987 habitants en 2012.
La ville est positionnée le long du fleuve Kamienna (dont elle prend le nom) et de ses affluents Kamionka, Bernadka et Olesnica aux confins sud-sud-est du plateau de Suchedniow et à la limite nord des montagnes de la Voïvodie de Sainte-Croix. Elle est bordée au nord par la voïvodie de Mazovie. C'est un point important de convergence des voies de communication, on y trouve, en effet, les routes et les réseaux ferrés qui relient la capitale Varsovie à Cracovie et Łódź à Rzeszów.

## Histoire
Pendant la seconde guerre mondiale, le grand complexe industriel de Skarzysko devint un camp de travail forcé nazi. À partir de l'été 1942, des internés juifs y travaillèrent à fabriquer des munitions pour l'armée allemande. Pour ce faire, ils étaient contraints de manipuler, sans aucune protection, des matières extrêmement nocives qui empoisonnaient rapidement les détenus. Le camp de Skarsysko-Kamennia fut surnommé l'enfer jaune.